# Manabendra Nath Roy

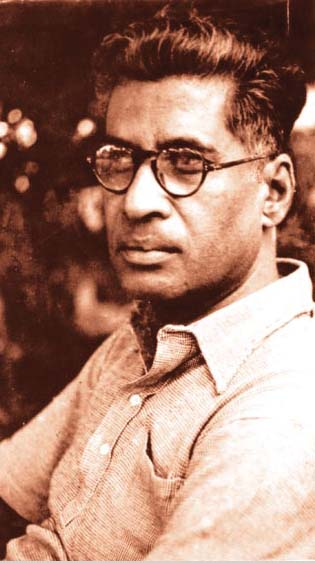
Manabendra Nath Roy in den 1930er-Jahren

Manabendra Nath Roy (M. N. Roy; bengalisch মানবেন্দ্র নাথ রায় Mānabendra Nāth Rāẏ, * 21. März 1887 im Dorf Arbelia, Westbengalen; † 25. Januar 1954 in Dehradun) war ein bengalischer indischer Revolutionär, Philosoph, Politiktheoretiker und Aktivist. Er gilt als Gründer des radikalen Humanismus.

## Leben
Er wuchs unter materiell guten Bedingungen auf. Sein Vater gehörte zur höheren Kaste, den Brahmanen.

### Die Anfänge
Noch unter seinem Geburtsnamen Narendra Nath Bhattacharya trat M. N. Roy mit 18 Jahren der revolutionären Untergrundbewegung zur Befreiung Indiens bei. Er war ein Gefährte des „legendären“ indischen Revolutionärs Bagha Jatin und war 1915 unter dem Tarnnamen Charles A. Martin eine der Schlüsselfiguren bei den Plänen zur Befreiung Indiens von der englischen Herrschaft während des Ersten Weltkrieges mithilfe deutscher Waffenlieferungen, die aber nie erfolgten. In diesem Jahr unternahm er verschiedentlich Reisen ins Ausland (Niederländisch-Indien, Japan, Korea, Mexiko, die Philippinen und in die USA), um Hilfe für die Befreiung Indiens zu finden, jedoch ohne Erfolg. Nach Eintritt der USA in den Weltkrieg wurde er verhaftet, konnte aber 1917 nach Mexiko fliehen. Dort wandte er sich der Arbeiterbewegung zu und kam in Kontakt mit dem Russen Michail Borodin. Er änderte später den Namen von Charles A. Martin auf Narendra Nath Bhattacharya, um dem britischen Geheimdienst zu entgehen.

### Kommunistische Tätigkeiten
Wie Marx war auch Roy ein Philosoph und Aktivist, Lenin nannte ihn einmal „den orientalischen Marx“. Er spielte in den Revolutionen in Mexiko, im Mittleren Osten, in der Sowjetunion, in China sowie in Indonesien eine führende Rolle. 1920 war er in Taschkent an der Gründung der Kommunistischen Partei Indiens beteiligt.
Roy knüpfte Kontakte zu mexikanischen und amerikanischen Aktivisten und Intellektuellen, darunter auch der mexikanische Präsident Venustiano Carranza. Später wurde Roy Generalsekretär der Sozialistischen Partei von Mexiko und gründete später die Partido Comunista Mexicano.
Im Mai 1920 wurde er von Lenin zum zweiten Kongress des Komintern eingeladen. Dort konnte er auf die Kolonialfrage und seine Theorien aufmerksam machen. 1922 war er Delegierter zum Ersten Kongress der kommunistischen und revolutionären Organisationen des Fernen Ostens. Roy besetzte in der kommunistischen Internationale höchste Ämter und führte 1927 die chinesische Delegation der Komintern an.
Zur gleichen Zeit verfasste er Schriften wie India in Transition (1922), The Future of Indian Politics (1926) und Revolution and Counter-revolution in China (1930). Zudem gründete er das Parteiorgan der Kommunistischen Partei Indiens The Vanguard, später umbenannt in The Masses, und leitete dieses sieben Jahre lang von 1922 bis 1928.
1929 wurde er schließlich aus der Kommunistischen Internationale ausgeschlossen, da er bei deren sechstem Kongress die von Stalin vorgegebene Generallinie der Komintern öffentlich kritisierte. Er trat der IVKO bei und wurde Mitglied des engeren Büros. In dieser Funktion hielt er engen Kontakt zu einer starken Gruppe oppositioneller Kommunisten in Indien.

### Radikaler Humanismus
1930 kehrte er nach Indien zurück. Dort verbrachte er wegen seiner „politisch antikolonialen Agitation“ fünf Jahre in verschiedenen Gefängnissen und verfasste während dieser Zeit ein 6000-seitiges Manuskript, das er provisorisch The Philosophical Consequence of Modern Science nannte.
Nach seiner Entlassung engagierte er sich gegen Autoritarismus, unterstützte den antifaschistischen Krieg und gab die Wochenzeitung Independent India heraus, die später in Radical Humanist umbenannt wurde. Er brachte später noch eine weitere Wochenzeitung mit dem Namen Humanist Way heraus. Er setzte sich für ein solidarisches Miteinander und die Wahrung der Individualität ein.

### Roy und der Zweite Weltkrieg
Im Zweiten Weltkrieg rief er seine Landsleute auf, die britische Armee zu unterstützen und den Faschismus und Nationalsozialismus zu bekämpfen. Darin unterschied er sich von M. K. Gandhi und dem Großteil der indischen Freiheitsbewegung. Nach Roys Meinung würde ein Sieg Deutschlands und der Achsenmächte das Ende der Demokratie weltweit bedeuten und Indien würde niemals befreit werden. Indien könne nur die Freiheit in einer freien Welt erlangen. Roy gründete eine radikale demokratische Partei und eine eigene Gewerkschaftsbewegung. Nach der Niederlage bei den ersten Wahlen nach der Unabhängigkeit löste er die RDP wieder auf.
Er starb am 25. Januar 1954 auf dem Weg von seinem Wohnort Dehradun nach Kalkutta. Seine Witwe Ellen, geb. Gottschalk aus Berlin, ehemaliges Mitglied der KPD-O, fiel 1960 in Dehradun einem ungeklärten Mordanschlag zum Opfer.